# 1705년
1705년은 목요일로 시작하는 평년이다.

## 연호
- 청(淸) 강희(康熙) 44년
- 일본(日本) 호에이(宝永) 2년
- 후 레 왕조(後黎朝) 찐호아(正和) 26년 / 빈틴(永盛) 원년

## 기년
- 류큐(琉球) 쇼테이왕(尚貞王) 37년
- 청(淸) 성조 강희제(聖祖 康熙帝) 44년
- 조선(朝鮮) 숙종(肅宗) 31년
- 후 레 왕조(後黎朝) 희종(熙宗) 30년 / 유종(裕宗) 원년

## 탄생
- 1월 24일 - 이탈리아의 카스트라토 파리넬리. (~1782년)
- 6월 21일 - 영국의 철학자 데이비드 하틀리. (~1757년)
- 9월 24일 - 오스트리아의 육군 원수 레오폴트 요제프 폰 다운 백작. (~1766년)
- 10월 31일 - 제249대 로마의 교황 교황 클레멘스 14세. (~1774년)
- 12월 3일 - 조선 제20대 국왕 경종의 계비 선의왕후. (~1730년)

### 미상
- 마쓰마에번의 6대 번주 마쓰마에 구니히로. (~1743년)
- 조선 후기의 학자 이사질. (~1776년)
- 조선 시대의 양명학자 이광사. (~1777년)
- 이경호. (~?)

## 사망
- 5월 5일 - 신성 로마 제국의 황제 레오폴트 1세. (1640년~)